# Alexander von Staël-Holstein
Báró Alexander von Staël-Holstein (Testama, 1877. január 1. – Pejping, 1937. március 16.; kínai neve pinjin hangsúlyjelekkel: Gāng Hétài; magyar népszerű: Kang Ho-taj; hagyományos kínai: 鋼和泰; egyszerűsített kínai: 鋼和泰) balti német arisztokrata származású orosz–észt orientalista, sinológus, szanszkritológus.

## Élete és munkássága
Az arisztokrata származású Alexander von Staël-Holstein a Tartui Egyetemen kezdte meg felsőfokú tanulmányait. Összehasonlító nyelvészet szakon diplomázott, majd Berlini Egyetemen a keleti nyelveket tanulmányozta. 1900-ban doktori fokozatot szerzett buddhológiai témájú disszertációjával. Az ezt követő években a báró Németország többi egyetemén, Angliában és Indiában tanult a kor legkiválóbb orientalistáitól. Tudományos karrierje 1919-ben vette kezdetét, amikor kinevezték a Szentpétervári Egyetem adjunktusának. 1912-ben az Egyesült Államokba látogatott és egy rövid ideig a Harvard Egyetemen szanszkrit nyelvet tanult. Amikor Oroszországban kitört a bolsevik forradalom, ő éppen Kínában tartózkodott. Amikor 1918-ban megalakult a független Észt Köztársaság, maga is felvette az észt állampolgárságot, de továbbra is Pekingben maradt. 1918-tól 1921-ig a Hongkongi, majd a Pekingi Egyetemen tanított szanszkritot, tibetit és indiai vallásokat. 1922-ben Pekingben kinevezték professzornak. 1927-ben és 1928-ban vendégtanárként a Harvard Egyetemen tanított és közreműködött a Harvard-Yenching Intézet könyvtárának gyarapításában.
1932-ben az Academia Sinica tiszteletbeli tagjává választották.
Az indiai és tibeti vallásokkal kapcsolatos tanulmányai mellett a kínai történeti fonológiában tett vizsgálatai is figyelemre méltók.

## Főbb művei
- The Kāçyapaparivarta: a Mahāyānasūtra of the Ratnakūṭa class, edited in the original Sanskrit, in Tibetan and in Chinese, Shanghai: Shangwu Yinshuguan, 1926
- On a Tibetan text translated into Sanskrit under Ch'ien Lung (XIII cent.) and into Chinese under Tao Kuang (XIX cent.), Bulletin of the National Library of Peiping, 1932
- On two Tibetan pictures representing some of the spiritual ancestors of the Dalai Lama and of the Panchen Lama, Bulletin of the National Library of Peiping, 1932
- A commentary to the Kāçcyapaparivarta, edited in Tibetan and in Chinese, Peking: published jointly by the National Library and the National Tsinghau University, 1933
- On a Peking edition of the Tibetan kanjur which seems to be unknown in the West, Peking: Lazarist Press, 1934
- On two recent reconstructions of a Sanskrit hymn transliterated with Chinese characters in the X century A.D, Peking: Lazarist Press, 1934
- Two Lamaistic pantheons, edited with introduction and indexes by Walter Eugene Clark from materials collected by the late Baron A. von Staël-Holstein, Harvard-Yenching Institute monograph series 3 and 4, Cambridge, Mass.: Harvard University Press, 1937

## Fordítás
- Ez a szócikk részben vagy egészben  az   Alexander von Staël-Holstein című angol Wikipédia-szócikk ezen változatának fordításán alapul.  Az eredeti cikk szerkesztőit annak laptörténete sorolja fel. Ez a jelzés csupán a megfogalmazás eredetét és a szerzői jogokat jelzi, nem szolgál a cikkben szereplő információk forrásmegjelöléseként.